# ENUMER
ENUMER — проект по дальнейшему развитию регистрации всех видов международных телефонных номеров коммутируемой телефонной сети общего пользования (ТФОП) посредством технологий блокчейн (EmerCoin).

## Общая информация
Протоколы по объединению системы нумерации телефонов E.164 были начаты в проекте ENUM — Electronic Number Mapping System, используя пространство адресов и имён Интернета. На международном уровне телефонные номера систематизируются по стандарту E.164, в то время как Интернет использует систему доменных имён DNS для связи доменных имён с IP-адресами и другой информацией о ресурсах. Системы сопоставления телефонных номеров дают возможность определения соответствующих серверов связи в Интернет, ответственных за обслуживание данного телефонного номера с помощью DNS-запросов.
Наиболее удобное использование объектов отображения номера телефона — это отображение номера E.164 в виде URI. При этом используются NAPTR специальные типы записей DNS для преобразования телефонного номера в универсальный Идентификатор ресурса (URI) и/или IP-адрес, который может использоваться в интернет-связи. Например URI sip:18455821426@alpha17.callcentric.com указывает на возможность позвонить по протоколу SIP на номер +1 (845) 582-1426, который обслуживается сервером alpha17.callcentric.com.
Особенностью ENUMER является децентрализованная распределённая система хранения записей телефонных номеров (в отличие от традиционных иерархических служб доменных имён DNS), работающая на технологиях блокчейн (EmerCoin). Это позволяет расширить географию вызовов на toll-free номера, которые, обычно, ограничены в рамках одной страны. Сервис соответствует спецификациям RFC 6116, RFC 6117, которые поддерживаются большинством современных ИП-АТС — FreeSWITCH, Asterisk .